# Nguyễn Hà My (ca sĩ opera)
Nguyễn Hà My (sinh ngày 20 tháng 4 năm 1993) là một nữ ca sĩ thuộc thể loại nhạc thính phòng và opera người Việt Nam. Cô là người đoạt Giải nhất bảng B (Chuyên nghiệp), Cuộc thi hát Thính phòng – Nhạc kịch toàn quốc năm 2023.

## Tiểu sử
Nguyễn Hà My sinh năm 1994, quê Hoài Đức, Hà Nội. Cô tốt nghiệp Thủ khoa khoa Thanh nhạc hệ Đại học với điểm tuyệt đối tại Học viện Âm nhạc Quốc gia Việt Nam, lớp giảng viên ThS. Ngọc Định. Hiện Hà My đang là học viên Cao học tại Học viện Âm nhạc Quốc gia Việt Nam với sự hướng dẫn của TS. NSND. Đỗ Quốc Hưng.
Hà My cũng từng tham gia các lớp masterclass dưới sự hướng dẫn của một số giáo sư quốc tế tên tuổi như Galina Kiseleva, Paolo Andreoli. Với giọng hát giàu nội lực và được nhiều chuyên gia trong nghề đánh giá là rất quý hiếm, Hà My đã giành chiến thắng trong nhiều cuộc thi âm nhạc lớn trong và ngoài nước.

## Sự nghiệp
Hà My giành Huy chương vàng cuộc thi quốc tế Kyushu Music tại Nhật Bản năm 2022, đây là giải thưởng quốc tế đầu tiên của cô. Năm 2023 cô tham gia Cuộc thi hát Thính phòng – Nhạc kịch toàn quốc, đây là cuộc thi uy tín nhất về thanh nhạc cổ điển của Việt Nam và giành Giải nhất một cách thuyết phục. Sau đấy cô tiếp tục giành thêm một giải thưởng Quốc tế tại cuộc thi Royal Maas.
Cuối năm 2024, cô cùng ca sĩ tenor Đức Tùng và pianist Công Minh tổ chức một recital vào ngày 29/11 mang tên "INSIEME" (Cùng nhau) để tưởng niệm 100 năm ngày mất của nhà soạn nhạc Giacomo Puccini. Đây là một chương trình recital hiếm hoi tại Việt Nam với kịch mục là toàn bộ tác phẩm thanh nhạc cổ điển. Chương trình có sự tham gia của các nghệ sĩ khách mời có tiếng trong giới âm nhạc cổ điển như Trường Linh và Lưu Đức Anh. Đặc biệt, đây cũng là concert cổ điển hiếm hoi trình chiếu phông nền bằng máy chiếu 3D mapping kèm phụ đề tiếng Việt.
Đầu năm 2025, cô được mời tham gia hòa nhạc mở đầu mùa diễn 2025-2026 của Dàn nhạc Giao hưởng Việt Nam

## Quan điểm nghệ thuật
Hà My có một tình yêu lớn với âm nhạc thính phòng và luôn mong muốn được chia sẻ niềm đam mê này với khán giả. Theo cô với opera ngoài kĩ thuật thì còn phải thể hiện tình cảm, tâm hồn của một nhân vật chứ không chỉ phô bày giọng hát cá nhân.
Cô mơ ước được đóng trọn vẹn "Cô Sao" - tác phẩm opera đầu tiên của Việt Nam mà cô vô cùng yêu thích

## Các hoạt động khác
Hà My thường xuyên tham gia các hoạt động biểu diễn opera hướng đến cộng đồng để giúp cho loại hình âm nhạc này trở nên quen thuộc với khán giả trong nước hơn. Cô  từng có những buổi biểu diễn opera miễn phí trước các sinh viên đại học, các em thiếu nhi, người khuyết tật và nhiều đối tượng khán giả khác tại các không gian công cộng trong thành phố.

## Giải thưởng
| Tên giải thưởng                                | Năm  | Kết quả         | Chú thích |
| ---------------------------------------------- | ---- | --------------- | --------- |
| Cuộc thi hát Thính phòng – Nhạc kịch toàn quốc | 2023 | Giải nhất       | [ 1 ]     |
| Cuộc thi âm nhạc Quốc tế Royal Maas            | 2023 | Giải Nhì        | [ 8 ]     |
| Kyushu Music Competition, Nhật Bản             | 2022 | Huy chương vàng | [ 4 ]     |